# まついひとゆき
まつい ひとゆきは、日本のアニメ監督、演出家。「松井 仁之」名義で活動もしている。

## 経歴
スタジオ夢民に入り動画、フィルムマジックへ移り、桜井弘明と共に、ぎゃろっぷ作品『がきデカ』『RPG伝説ヘポイ』『ゲンジ通信あげだま』等に、絵コンテ・演出で参加。前後してフィルムマジックが実質的な制作を行ったOVA『ボーグマン LOVERS RAIN』、これに伴って二班体制になった社内作画の増員チームと組んで、葦プロやスタジオぴえろ作品へも幅を広げ、『魔法のエンジェルスイートミント』や『からくり剣豪伝ムサシロード』『幽☆遊☆白書』などの絵コンテ・演出を手がけるようになる、原画経験はあまりない。その後フリーとなった。1999年の『人形草紙あやつり左近』で初監督。
昔は本名名義で活動をしていたが、1993年 - 1994年頃から平仮名名義を使い始め、最近は平仮名名義に固定されている（『がきデカ』でのみ松居仁之でクレジットされている）。

## 参加作品

### テレビアニメ
1987年
- 北斗の拳2（1987年 - 1989年、動画）

1989年
- がきデカ（1989年 - 1990年、演出）

1990年
- 魔法のエンジェルスイートミント（1990年 - 1991年、絵コンテ・演出）
- RPG伝説ヘポイ（1990年 - 1991年、演出）
- からくり剣豪伝ムサシロード（1990年 - 1991年、演出）

1991年
- おばけのホーリー（絵コンテ）
- ゲンジ通信あげだま（1991年 - 1992年、絵コンテ・演出）

1992年
- 姫ちゃんのリボン（1992年 - 1993年、演出）
- 幽☆遊☆白書（1992年 - 1995年、絵コンテ・演出）

1994年
- レッドバロン（1994年 - 1995年、絵コンテ・演出）
- 魔法騎士レイアース（1994年 - 1995年、絵コンテ・演出）
- 怪盗セイント・テール（1994年 - 1996年、絵コンテ・演出）

1995年
- NINKU -忍空-（1995年 - 1996年、絵コンテ・演出）
- バーチャファイター（演出）

1996年
- B'T-X（絵コンテ・演出）
- ロードス島戦記-英雄騎士伝-（絵コンテ・演出）
- こどものおもちゃ（絵コンテ・演出）

1997年
- VIRUS -VIRUS BUSTER SERGE-（絵コンテ・演出）
- MAZE☆爆熱時空（絵コンテ・演出）
- 吸血姫美夕（1997年 - 1998年、絵コンテ）

1998年
- カードキャプターさくら（1998年 - 2000年、絵コンテ・演出）
- 時空転抄ナスカ（絵コンテ）
- デビルマンレディー（1998年 - 1999年、絵コンテ・演出）

1999年
- 鋼鉄天使くるみ（絵コンテ）
- おじゃる丸（絵コンテ）
- 人形草紙あやつり左近（1999年 - 2000年、監督）

2000年
- 幻想魔伝 最遊記（絵コンテ・演出・原画）
- サクラ大戦TV（絵コンテ）
- 星界の戦旗（絵コンテ・演出）
- アニメまんざい（2000年 - 2001年、絵コンテ）
- 犬夜叉（2000年 - 2004年、絵コンテ・演出）

2001年
- 電脳冒険記ウェブダイバー（2001年 - 2002年、絵コンテ）

2002年
- 東京アンダーグラウンド（絵コンテ）
- NARUTO -ナルト-（2002年 - 2007年、絵コンテ）
- 東京ミュウミュウ（2002年 - 2003年、絵コンテ）
- Witch Hunter ROBIN（絵コンテ）
- ヴァイスクロイツ グリーエン（監督）

2004年
- 住めば都のコスモス荘 すっとこ大戦ドッコイダー（監督）
- ニニンがシノブ伝（監督）
- 焼きたて!!ジャぱん（絵コンテ）
- BLEACH（2004年 - 2012年、絵コンテ）

2005年
- あかほり外道アワーらぶげ（監督）
- D.C.S.S. 〜ダ・カーポ セカンドシーズン〜（絵コンテ）
- CLUSTER EDGE（2005年 - 2006年、シリーズディレクター（第14 - 25話））

2006年
- アイシールド21（絵コンテ）
- 妖逆門（絵コンテ）
- コヨーテ ラグタイムショー（OP絵コンテ・演出・原画）
- 結界師（2006年 - 2008年、絵コンテ）

2007年
- ながされて藍蘭島（絵コンテ）
- デルトラクエスト（絵コンテ）
- 鋼鉄三国志（絵コンテ）
- ムシウタ（絵コンテ）
- 魔法少女リリカルなのはStrikerS（絵コンテ）
- ハヤテのごとく!（絵コンテ）
- D.C.II 〜ダ・カーポII〜（絵コンテ）

2008年
- MAGIC GIRLS（絵コンテ）
- 我が家のお稲荷さま。（絵コンテ）
- テイルズ オブ ジ アビス（2008年 - 2009年、絵コンテ）

2009年
- 黒執事（絵コンテ）
- イナズマイレブン（絵コンテ）
- みなみけ おかえり（絵コンテ）
- メタルファイト ベイブレード（2009年 - 2010年、絵コンテ）
- 宇宙をかける少女（絵コンテ）
- バトルスピリッツ 少年突破バシン（絵コンテ）
- バトルスピリッツ 少年激覇ダン（2009年 - 2010年、絵コンテ）
- ポケットモンスター ダイヤモンド&パール（2009年 - 2010年、絵コンテ）
- 犬夜叉 完結編（2009年 - 2010年、絵コンテ・ED1絵コンテ）

2010年
- メタルファイト ベイブレード 爆（2010年 - 2011年、絵コンテ）
- ケロロ軍曹（絵コンテ）
- ポケットモンスター ベストウイッシュ（絵コンテ）
- 百花繚乱 サムライガールズ（絵コンテ）
- 咎狗の血（絵コンテ）

2011年
- べるぜバブ（絵コンテ）
- メタルファイト ベイブレード 4D（2011年 - 2012年、絵コンテ）
- まりあ†ほりっく あらいぶ（絵コンテ）
- テレビまんが 昭和物語（絵コンテ）
- ファイ・ブレイン 神のパズル（絵コンテ）

2012年
- アクセル・ワールド（絵コンテ）
- メタルファイト ベイブレード ZEROG（絵コンテ）
- ダンボール戦機W（絵コンテ）
- 武装神姫（絵コンテ）

2013年
- クロスファイト ビーダマンeS（絵コンテ）
- カードファイト!! ヴァンガード リンクジョーカー編（2013年 - 2014年、絵コンテ）
- ビーストサーガ（絵コンテ）
- 団地ともお（絵コンテ）
- 勇者になれなかった俺はしぶしぶ就職を決意しました。（絵コンテ）

2014年
- Z/X IGNITION（絵コンテ）
- カードファイト!! ヴァンガード レギオンメイト編（絵コンテ・演出）
- フューチャーカード バディファイト（絵コンテ）
- クロスアンジュ 天使と竜の輪舞（2014年 - 2015年、絵コンテ・演出・演出協力）

2015年
- アブソリュート・デュオ（絵コンテ・演出）
- トライブクルクル（絵コンテ・演出）
- ブレイブビーツ（絵コンテ・演出）

2016年
- バトルスピリッツ ダブルドライブ（絵コンテ）
- くまみこ（演出）
- ツキウタ。 THE ANIMATION（絵コンテ）
- ドリフェス!（演出）
- DAYS（絵コンテ）
- ViVid Strike!（絵コンテ）
- パズドラクロス（絵コンテ）

2017年
- トミカハイパーレスキュー ドライブヘッド 機動救急警察（絵コンテ）

2018年
- ハイスコアガール（絵コンテ）

2019年
- B-PROJECT〜絶頂*エモーション〜（演出）
- BEM（絵コンテ）
- 異世界チート魔術師（絵コンテ）

2020年
- 妖怪学園Y 〜Nとの遭遇〜（絵コンテ）
- 理系が恋に落ちたので証明してみた。（演出）
- あひるの空（絵コンテ）
- アサティール 未来の昔ばなし（演出〈昔ばなしパート〉）
- カードファイト!! ヴァンガード外伝 イフ-if-（絵コンテ）
- ムヒョとロージーの魔法律相談事務所（演出）
- エッグカー（絵コンテ）
- 最響カミズモード!（絵コンテ・演出）
- 体操ザムライ（演出）

2021年
- 現実主義勇者の王国再建記（絵コンテ）
- 逆転世界ノ電池少女（絵コンテ）

2022年
- フットサルボーイズ!!!!!（絵コンテ）
- であいもん（絵コンテ）

2023年
- ツンデレ悪役令嬢リーゼロッテと実況の遠藤くんと解説の小林さん（絵コンテ）
- トモちゃんは女の子!（絵コンテ）
- カワイスギクライシス（絵コンテ）
- 僕の心のヤバイやつ（絵コンテ）
- トニカクカワイイ（演出）
- 私の百合はお仕事です!（絵コンテ）
- カノジョも彼女 Season 2（絵コンテ）
- 聖剣学院の魔剣使い（絵コンテ）

2024年
- かつて魔法少女と悪は敵対していた。（絵コンテ）
- デリコズ・ナーサリー（絵コンテ）

2025年
- 黒岩メダカに私の可愛いが通じない（演出）
- ちょっとだけ愛が重いダークエルフが異世界から追いかけてきた（絵コンテ）
- ふたりソロキャンプ（絵コンテ）

### 劇場アニメ
2000年
- 劇場版カードキャプターさくら 封印されたカード（演出協力）

2004年
- NITABOH 仁太坊-津軽三味線始祖外聞（絵コンテ）

2009年
- 8月のシンフォニー -渋谷2002〜2003（絵コンテ）

2010年
- 魔法少女リリカルなのは The MOVIE 1st（絵コンテ）

### OVA
1989年
- 左のオクロック!!（制作進行）

1993年
- 永遠のフィレーナ（絵コンテ・演出）

1996年
- 闘神伝（演出）
- 覚悟のススメ（絵コンテ）
- スレイヤーズすぺしゃる（演出）

1997年
- レイアース（絵コンテ）

1998年
- 真ゲッターロボ 世界最後の日（絵コンテ）

2002年
- サクラ大戦 神崎すみれ 引退記念 す・み・れ（ディレクター）

2003年
- サクラ大戦 エコール・ド・巴里（ディレクター）

2004年
- 蒼い海のトリスティア（監督）

2006年
- CLUSTER EDGE Secret Episode（シリーズディレクター）

2007年
- FREEDOM（絵コンテ・演出）

### Webアニメ
2008年
- ペンギン娘♥はぁと（監督）

2018年
- 異世界居酒屋〜古都アイテーリアの居酒屋のぶ〜（演出）